# 优秀藻属
优秀藻属（学名：Egregia）为巨藻科的一个属。

## 下级分类
本属包括以下物种：
- Egregia menziesii (Turner) Areschoug

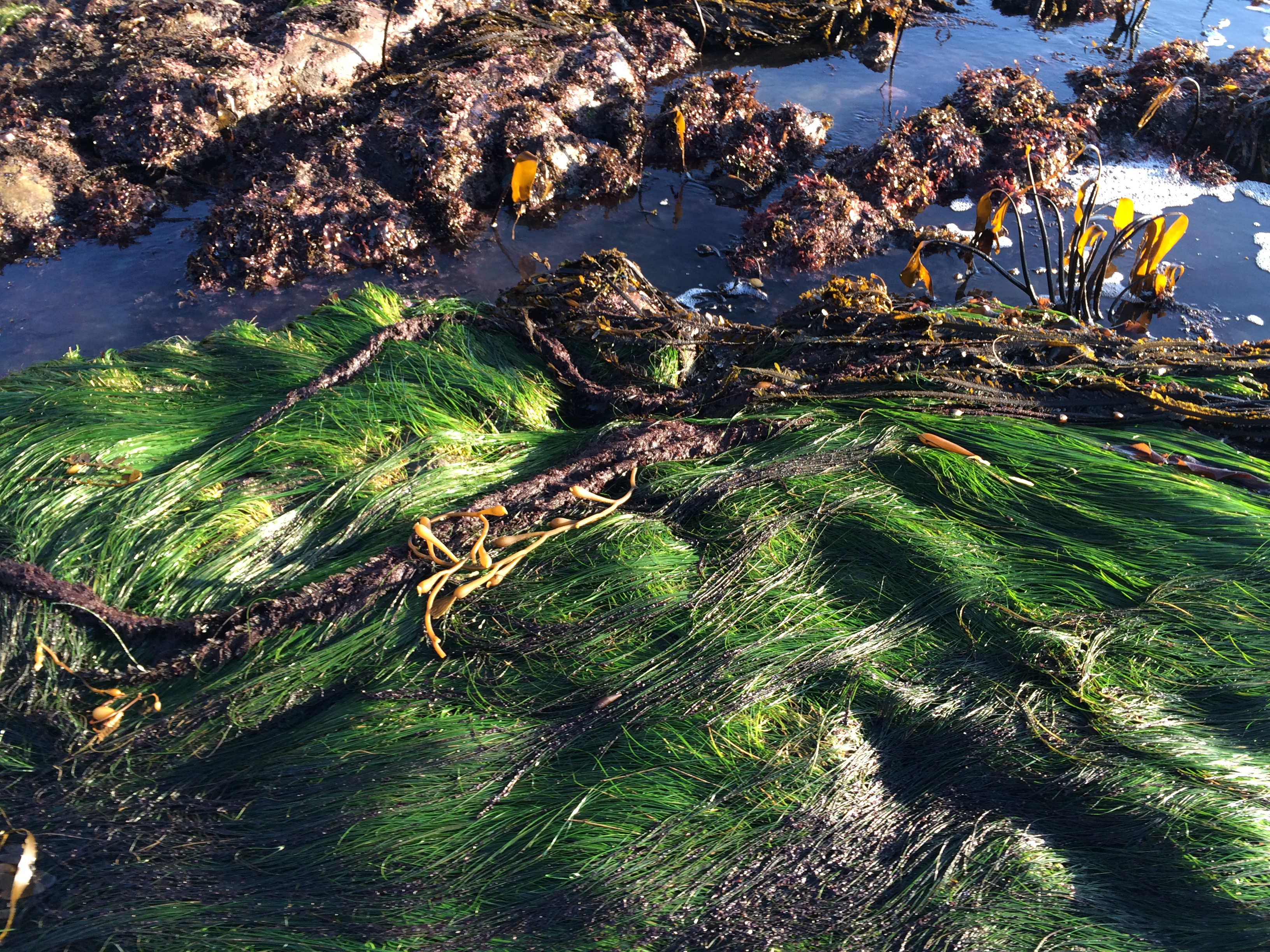
Feather boa kelp on surfgrass Phyllospadix scouleri. Also visible are Laminaria setchellii kelp (upright in the tidepool) and loose floats from Giant kelp. Negative low tide, North Moonstone beach near Cambria, California.